# ケーブルレーシング

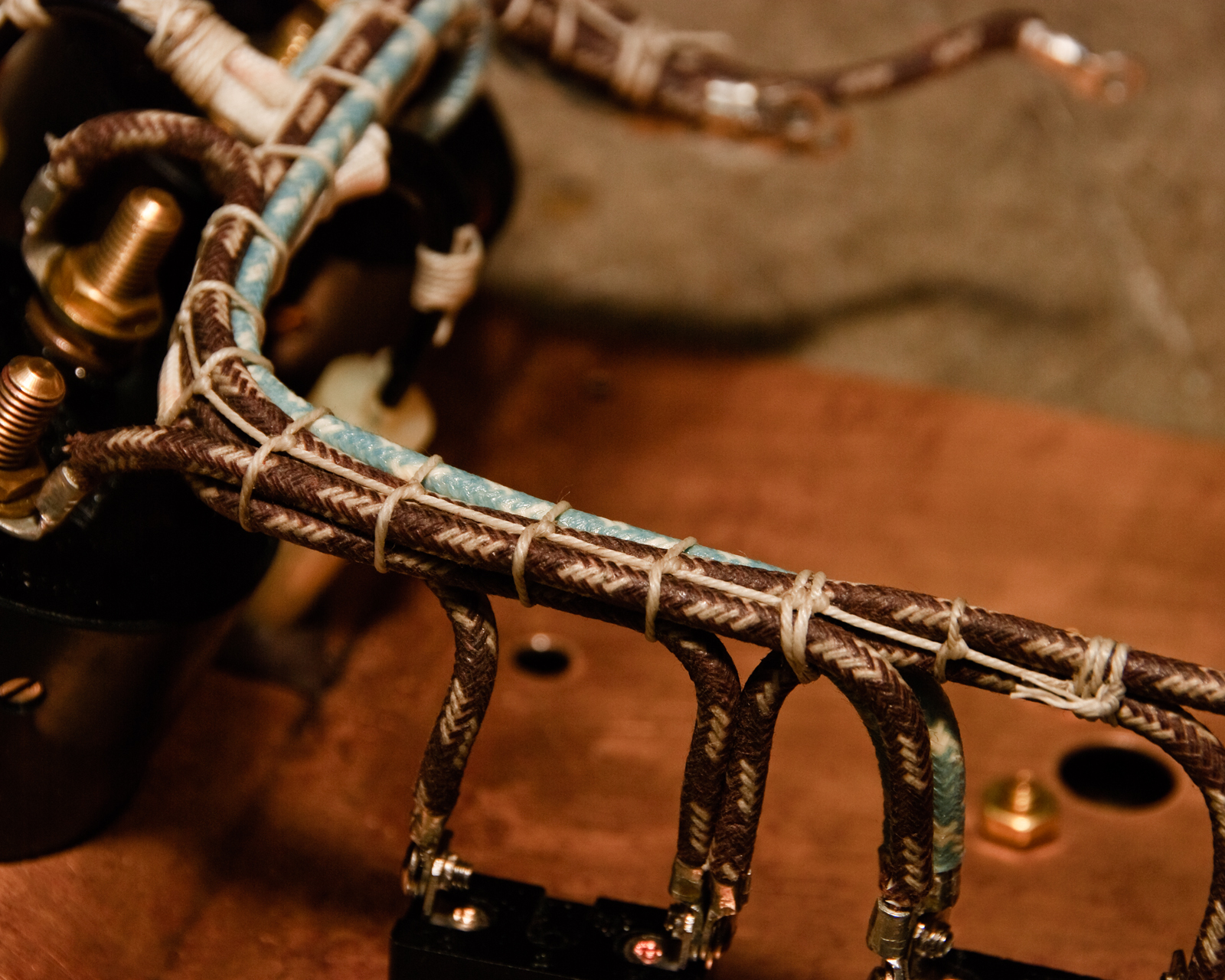
テスラコイルからの配線ハーネスを細いコードで結束した様子

ケーブルレーシングは、伝統的に電気通信 、海軍、および航空宇宙用途で使用されている、 ワイヤハーネスとケーブルルームを結ぶための方法。電線保守専門技術者の世代に教えられたこの古いケーブル管理技術は、いくつかの現代のアプリケーションでまだ使用されている、ケーブルの長さに沿って障害物を作成せず結束する方法で、プラスチックまたは面ファスナーのケーブルタイで結束することに因るケーブルの取り扱いの問題を回避する。 

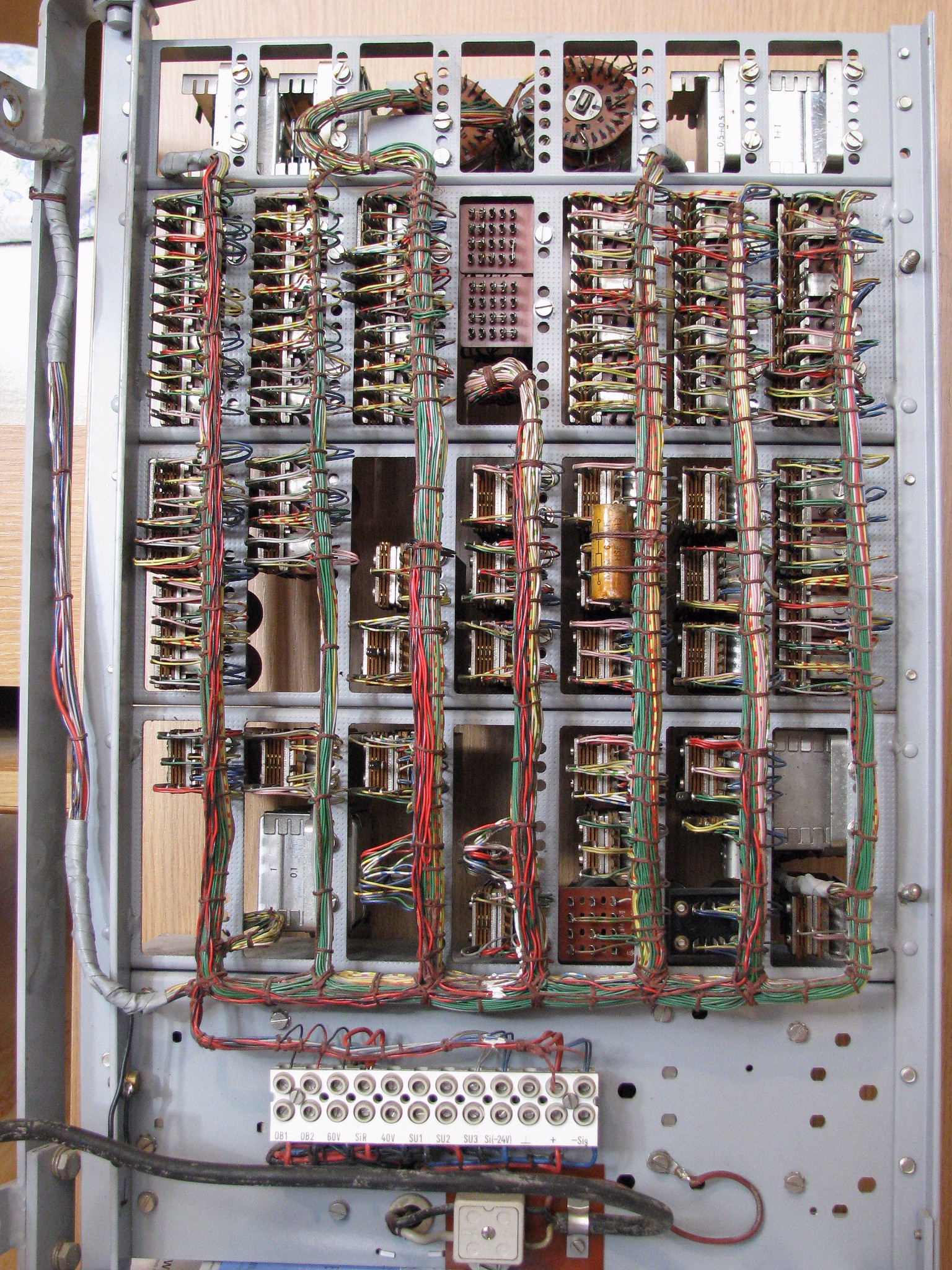
広範なケーブルレースを施したPABX

ケーブルレーシングは、伝統的には、ワックスをかけたリネンで作られた細いコードを使用して、ロックステッチ(lockstitch)を繰り返すことでケーブルを結合する。ナイロン、ポリエステル、テフロン、グラスファイバー、 Nomexなどの最新素材で作られたフラットレーシングテープといった、ノットの保持を改善するためにさまざまなコーティングが施されている。 

## 様式
自由端を固定するため、ホイップノット（whipping knot）または他の結び目で始まり、終わる。ハーネス全体の直径に対してラップを配置して、配線をきちんとしたきれいな束に保つようにしてから、両端をきれいにトリミングする。継続的な、またはランニングレースに加えて、さまざまな状況で使用されるさまざまなレースパターンがある。場合によっては、 スポットタイと呼ばれる独立型の結び目も使用される。電気通信用途で構造体を支えるための、大型ケーブルとケーブル束をロープで固定（lashing）するために、「シカゴステッチ」と「 カンザスシティステッチ」という2つのケーブルレーシングスタイルがある 。 
組織では、ケーブルレーシングが準拠する必要のある社内基準を持っている。例えばNASAは、NASA-STD-8739.4の第9章で、そのケーブルレーシングテクニックを指定している 。 

## 例

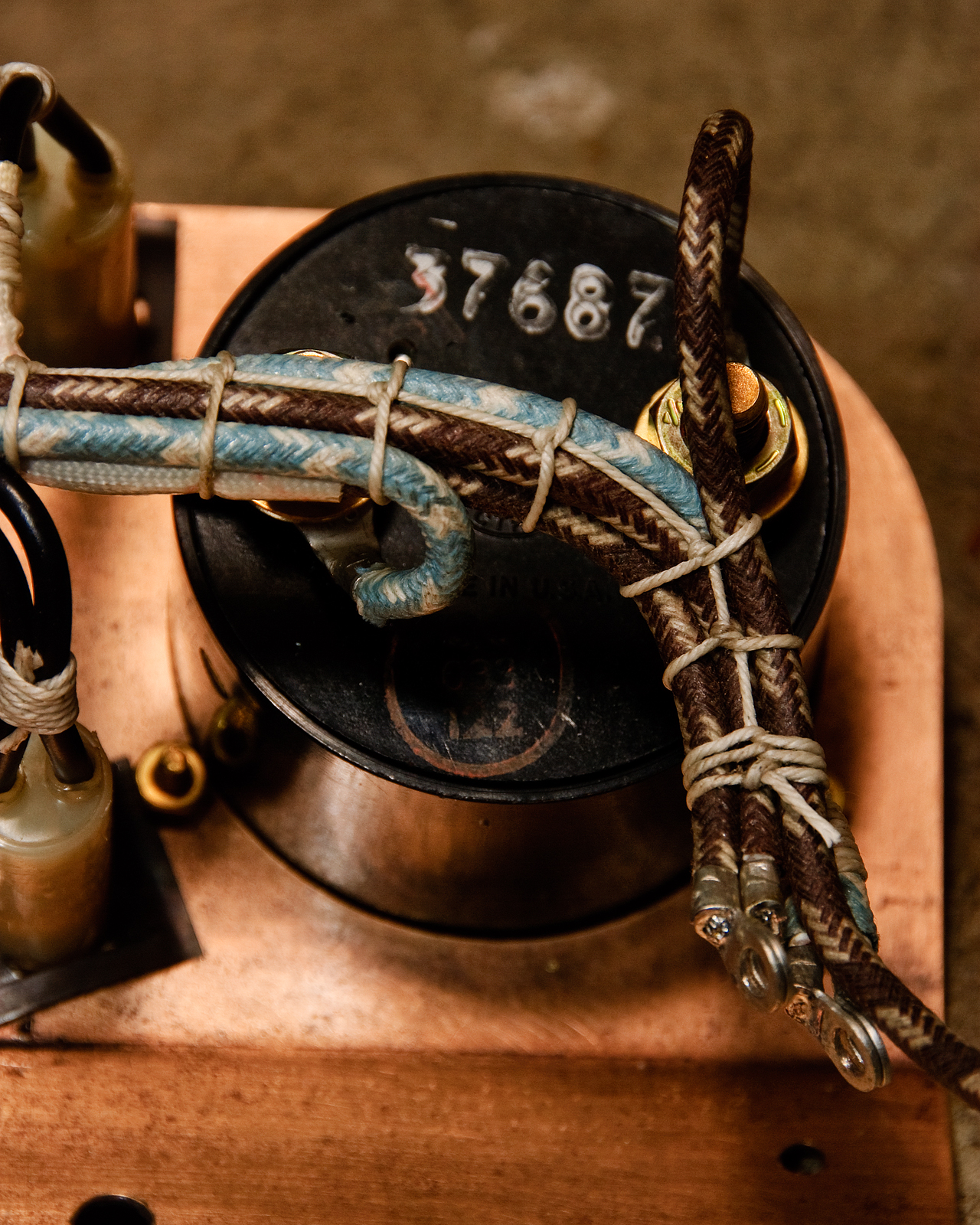
8の字結びを基本とした本縫い（lockstitch）の連続による、伝統的なワックスコードレーシング
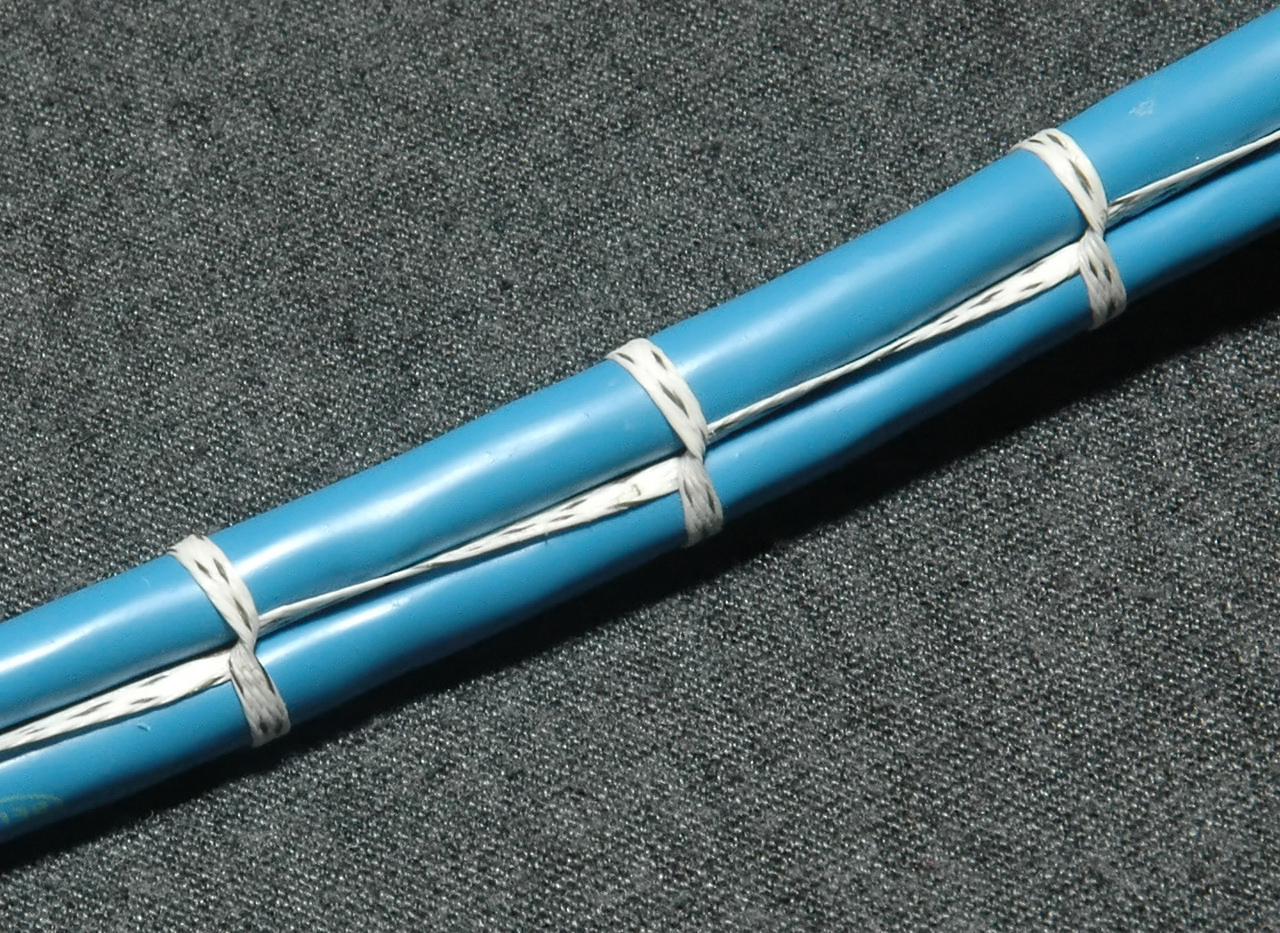
"marline hitching"とも呼ばれるこのスタイルの連続レースは、一連の止め結び（overhand knot）に基づいている。 視覚的には似ているが、ひと結び（half-hitch knot)は推奨されない[6]。
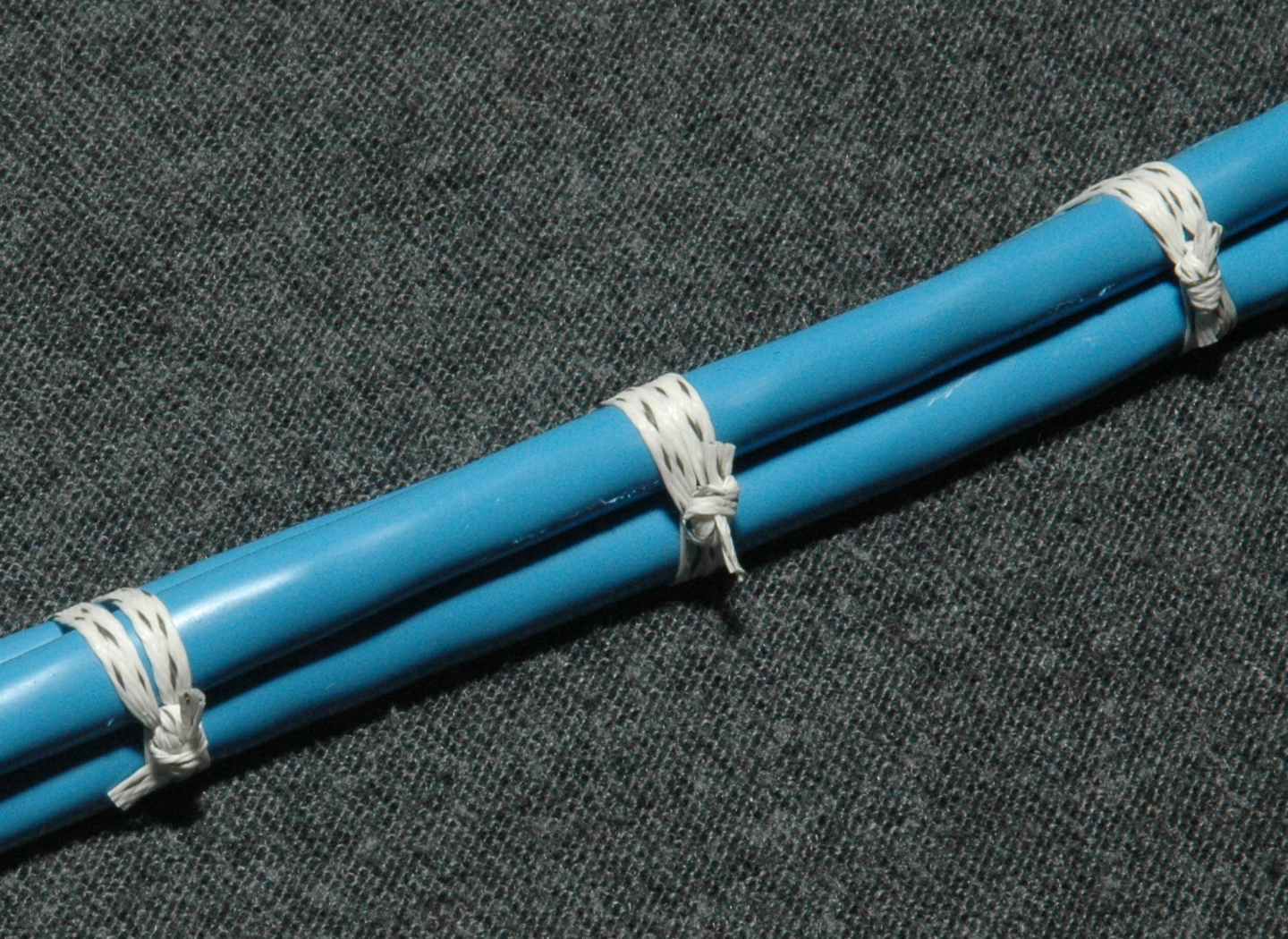
現代のNomexレーステープで作られた、本結び（reef knot）で終わる巻き結び（clove hitch）。本結びの代わりに外科結び（surgeon's knot）を用いることができる[7]。
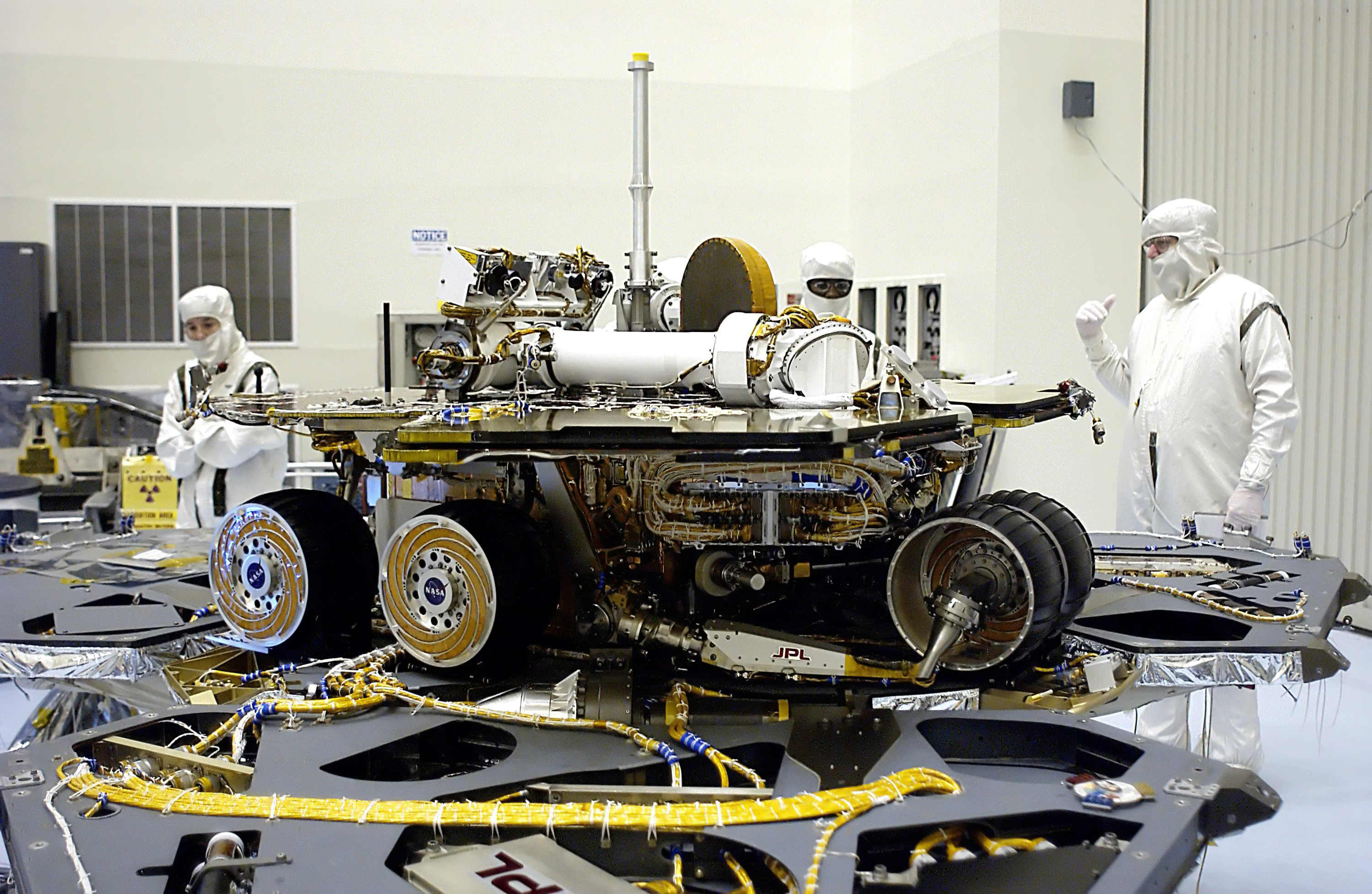
NASAのマーズ・エクスプロレーション・ローバー スピリットとその着陸機のケーブル配線には、さまざまなレーシング技術がある。